# Pierre Bovet
Pierre Bovet (ur. 5 czerwca 1878 w Grandchamp, zm. 2 grudnia 1965 w Boudry) – szwajcarski pedagog i psychiatra.

## Życiorys
Studiował w Neuchâtel oraz w Genewie. Doktoryzował się w 1902, a od 1903 do 1912 nauczał filozofii w Neuchâtel. W 1920 został mianowany profesorem nauk pedagogicznych i pedagogiki eksperymentalnej na Wydziale Sztuki Uniwersytetu w Genewie. W 1913 Edouard Claparède mianował go kierownikiem Instytutu Jeana-Jacquesa Rousseau (fr. Institut Jean-Jacques Rousseau) w Genewie. Piastował tę funkcję do 1944. Odegrał też ważną rolę w rozwoju edukacji i był jednym z założycieli Międzynarodowego Biura Oświaty. Został jego dyrektorem w 1925 i piastował to stanowisko do 1929.

## Działalność
Bovet jest postrzegany jako znacząca postać w międzynarodowym ruchu na rzecz reform w edukacji (Liga na rzecz Nowej Edukacji). Poza licznymi artykułami naukowymi opublikował też książki:
- Instynkt walki (1917),
- The religious sense and child psychology (1925),
- La paix par l’école (1927)[2].

Pozostawał pod wpływem psychoanalizy i pojmował wychowanie jako sublimację instynktów, w szczególności zaś instynktu walki.